# Liste der Naturdenkmale in Kupferzell
| Naturdenkmale | Anzahl |
| ------------- | ------ |
| FND           | 0      |
| END           | 4      |
| Gesamt        | 4      |

Die Liste der Naturdenkmale in Kupferzell nennt die verordneten Naturdenkmale (ND) der im baden-württembergischen Hohenlohekreis liegenden Gemeinde Kupferzell. In Kupferzell gibt es insgesamt vier als Naturdenkmal geschützte Objekte, keines ist ein flächenhaftes Naturdenkmal (FND), alle sind Einzelgebilde-Naturdenkmale (END).
Stand: 1. November 2016.

## Einzelgebilde (END)
| Name                     | Bild | Kennung     | Einzelheiten | Position | Fläche Hektar | Datum         |
| ------------------------ | ---- | ----------- | ------------ | -------- | ------------- | ------------- |
| 1 Eiche                  | BW   | 81260470004 | Kupferzell   | ⊙        | 0,0           | 25. Mai 1992  |
| 1 Fichte                 | BW   | 81260470001 | Kupferzell   | ⊙        | 0,0           | 26. Apr. 1937 |
| 1 Mostbirnenbaum         | BW   | 81260470003 | Kupferzell   | ⊙        | 0,0           | 24. Apr. 1989 |
| 1 Wellingtonie           | BW   | 81260470002 | Kupferzell   | ⊙        | 0,0           | 8. Okt. 1955  |
| Legende für Naturdenkmal |      |             |              |          |               |               |